# Хутор-Будилов
Хутор-Будилов (укр. Хутір-Будилів) — село в Снятынской городской общине Коломыйского района Ивано-Франковской области Украины.
Население по переписи 2001 года составляло 1187 человек. Занимает площадь 31,8 км². Почтовый индекс — 78300. Телефонный код — 03476.